# Richard Leakey

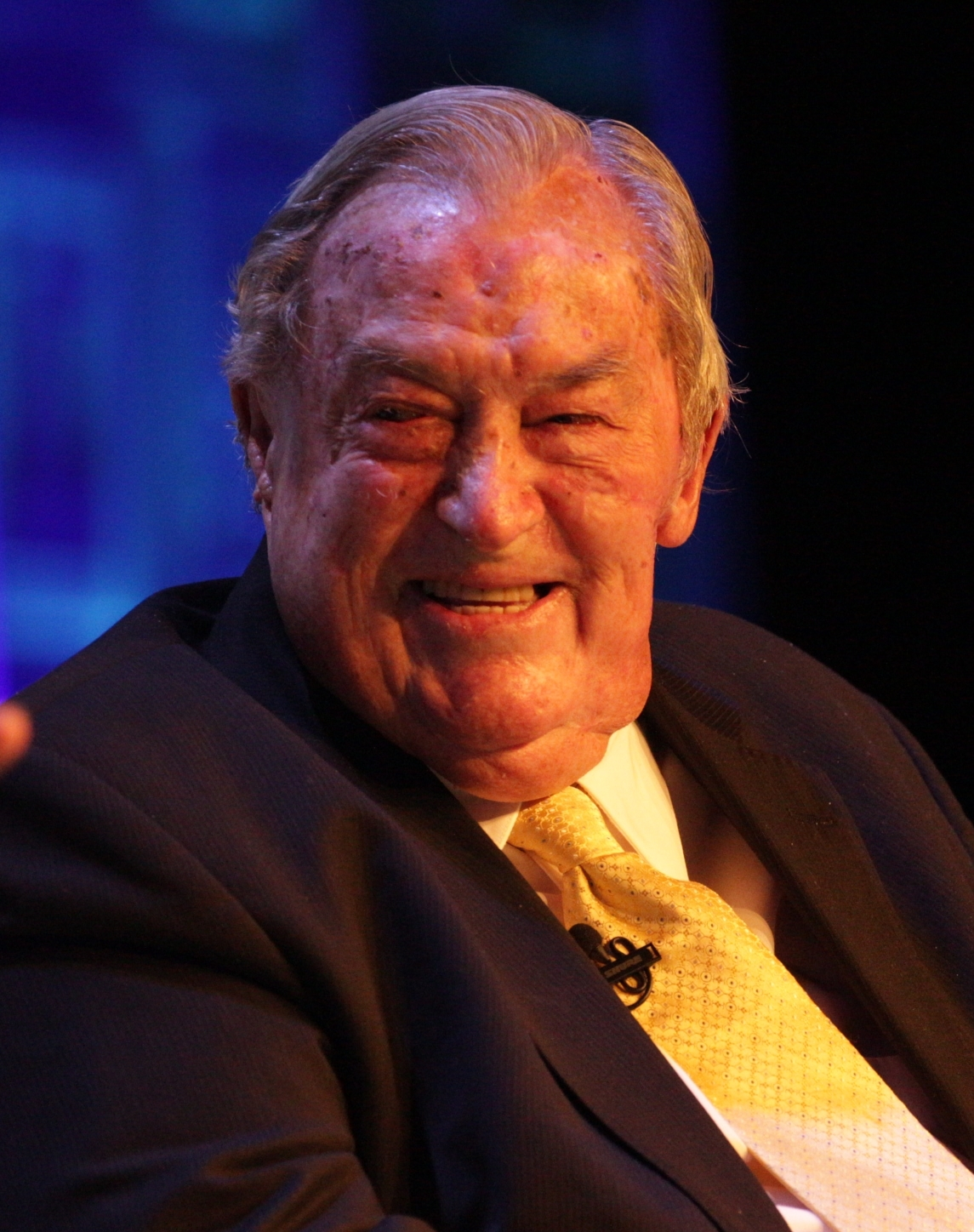
Richard Leakey in 2015

Richard Erskine Frere Leakey (Nairobi, 19 december 1944 – aldaar, 2 januari 2022) was een Keniaanse paleoantropoloog, natuurbeschermer en politicus. Hij ontdekte dat de mens in Afrika is ontstaan. Zijn beroemdste vondst was Turkana Boy, een bijna compleet Homo ergaster-skelet. Leakey bekleedde een aantal officiële functies in Kenia, voornamelijk in organisaties voor archeologie en natuurbehoud. Hij was directeur van de National Museums of Kenya, richtte de ngo WildlifeDirect op en was voorzitter van de Kenya Wildlife Service. Hij streed voor de bescherming van de Afrikaanse olifant.
Hij was een van de zoons van de beroemde paleoantropoloog Louis Leakey.
Zijn vader was curator van het Coryndon Museum en zijn moeder Mary Leakey leidde hun opgravingen in de Olduvaikloof. Richard groeide op in Nairobi. hij werd ondernemer en zette een handel in dierenpreparaten en een safaribedrijf op. In 1962 behaalde hij een vliegbrevet en verzorgde reizen naar Olduvai. Hierna trachtte hij ook zijn sporen te verdienen op het gebied van de archeologie. 
Hoewel hij geen opleiding in het vakgebied had kreeg hij in 1967 een beurs van de National Geographic Society voor archeologisch onderzoek aan de oevers van het Turkanameer.
In de jaren 1970 leidde hij verschillende expedities die belangrijke vondsten opleverden, zoals de eerste schedels van Homo habilis en Homo erectus. 
Zijn beroemdste ontdekking dateert uit 1984, toen hij een bijna compleet skelet van Homo ergaster, Turkana Boy, opgroef. 
In 1989 werd hij hoofd van de Kenya Wildlife Service (KWS). Hij voerde een harde campagne tegen de stroperij van olifantenivoor.
In 1993 verloor hij beide benen toen zijn vliegtuigje neerstortte in de Rift Valley. 
In 2015 nam hij nogmaals de leiding op zich van de KWS, als voorzitter van de raad van bestuur, een functie die hij tot 2018 bekleedde.
Leakey had huidkanker en meermaals lever- en nierproblemen. Hij overleed op 77-jarige leeftijd, en werd begraven op een heuvel met uitzicht op de Rift Valley.
- Bibsys: 90144185
- Biblioteca Nacional de España: XX965183
- Bibliothèque nationale de France: cb119118297 (data)
- Catàleg d'autoritats de noms i títols de Catalunya: 981058527835606706
- CiNii: DA0055165X
- Gemeinsame Normdatei: 119309262
- International Standard Name Identifier: 0000 0000 8169 338X
- Library of Congress Control Number: n77010797
- Nationale Bibliotheek van Letland: 000243529
- Bibliotheek van het Japanse parlement: 00447116
- Nationale Bibliotheek van Tsjechië: xx0008889
- Nationale bibliotheek van Australië: 35755508
- Nationale Bibliotheek van Israël: 987007264212505171
- Nationale Bibliotheek van Polen: a0000001163503
- Nationale en Universitaire bibliotheek Zagreb: 000387174
- Nederlandse Thesaurus van Auteursnamen: 068599749
- Réseau des bibliothèques de Suisse occidentale: 02-A003504860
- LIBRIS: 381297
- Système universitaire de documentation: 026975335
- Virtual International Authority File: 99598525
- WorldCat: E39PBJcrbhKPhJ3xFTWbXBR7pP